# ای‌زدتی‌ئی‌سی‌سی ۷۱
ای‌زدتی‌ئی‌سی‌سی ۷۱ (انگلیسی: AzTECC71) یک کهکشان ستاره‌زای غبارآلود است که توسط تلسکوپ فضایی جیمز وب کشف شد و گزارش در بارهٔ آن در اوایل دسامبر 2023 توسط ناسا گزارش شد. اخترشناسان از این گونه کهکشان‌ها به عنوان «کهکشان‌های تاریک هابل» یاد می‌کنند.
این جرم را که اخترشناسان با همکاری COSMOS-Web به عنوان یک کهکشان ستاره ساز غبارآلود شناسایی شده است و این تیم یافته‌های خود را در ژورنال اخترفیزیکی (Astrophysical) منتشر کرد. جد مک‌کینی، محقق فوق‌دکتری در دانشگاه تگزاس در آستین گفت: «هرچند به نظر می‌رسد یک لکه کوچکی است، اما در واقع هر سال صدها ستاره جدید را تشکیل می‌دهد». و این واقعیت که حتی چیزی که شدیداً در حساس‌ترین تصویربرداری از جدیدترین تلسکوپ ما به سختی قابل مشاهده است برای من بسیار هیجان انگیز است. این به‌طور بالقوه به ما می‌گوید که جمعیت کاملی از کهکشان‌ها وجود دارند که از ما پنهان شده‌اند.
”